# Blake Prize
Le Blake Prize (prix Blake), anciennement le Blake Prize for Religious Art, est un prix d'art australien décerné pour l'art qui explore la spiritualité. Depuis le prix inaugural en 1951, le prix a été décerné annuellement de 1951 à 2015, et depuis 2016, il est décerné tous les deux ans,.

## Histoire
Le prix a été créé à Sydney en 1949 dans le but d'élever le niveau de l'art religieux et de trouver des œuvres appropriées pour décorer les églises. Il a été fondé par l'homme d'affaires juif Richard Morley, le révérend Michael Scott SJ, directeur de Campion Hall, Point Piper, et par la suite recteur de l'Aquinas College (un collège résidentiel catholique pour étudiants universitaires à North Adelaide ), et l'avocat M. Tenison. Le prix Blake porte le nom de l'artiste et poète William Blake. Le premier prix Blake a été décerné par la Blake Society en 1951 à Justin O'Brien.
Les expositions Blake ont été régulièrement itinérantes en Australie, visitant diverses grandes villes et galeries provinciales.[réf. nécessaire]
L'attribution du prix Blake à Charles Bannon en 1954 pour son Judas Iscariote a été l'une des plus controversées de son histoire ; elle a ouvert une polémique sur ce qui constituait l'art religieux et sur l'« expressionnisme abstrait » qui menaçait de submerger l'exposition.[réf. nécessaire]
En 2000, le prix s'est détourné de l'art strictement religieux pour s'intéresser à la spiritualité, et certaines candidatures ont suscité la controverse. En 2007, l'ancien premier ministre John Howard et l'ancien archevêque catholique de Sydney George Pell ont exprimé leur désapprobation à l'égard d'œuvres d'art représentant la Vierge Marie en burqa et un hologramme du Christ se transformant en Oussama ben Laden. En 2008, Christopher Allen, critique d'art au journal The Australian, a démissionné du jury à cause d'une œuvre d'Adam Cullen représentant la crucifixion du Christ.
Le prix était connu sous le nom de Blake Prize for Religious Art jusqu'à sa 56e édition en 2007, et était basé à l'école nationale d'art de Darlinghurst à cette époque. Pour sa 57e édition en 2008, il a été rebaptisé « Blake Prize » et sous-titré « Exploration du spirituel et du religieux dans l'art ».
En 2008, la Blake Society, en collaboration avec le New South Wales Writers' Centre (aujourd'hui Writing NSW), a créé le Blake Poetry Prizeafin de relier l'art et la littérature et de donner aux poètes australiens de nouvelles possibilités d'explorer la nature de la spiritualité au XXIe siècle.[réf. nécessaire]
En 2011, Rosemary Crumlin, historienne de l'art, éducatrice et commissaire d'exposition australienne, a écrit un livre sur les 60 ans du prix Blake.
En 2012, la National Art School a été remplacée comme partenaire d'exposition par la S. H. Ervin Gallery de la National Trust à Observatory Park, dans le centre-ville de Sydney, pour la 61e édition des prix,.
En 2014, de nouveaux sponsors commerciaux sont apparus, et le partenaire local est devenu l'UNSW College of Fine Arts (aujourd'hui l'UNSW School of Art & Design).
Le prix a été administré par la Blake Society jusqu'en 2015 inclus. Après la 63e édition du prix en janvier, le président Rod Pattenden a déclaré que le prix ne pourrait pas être maintenu en raison d'un manque de parrainage, suggérant que le prix était considéré comme « trop ouvert d'esprit » par les organisations religieuses et « trop religieux » par les personnes laïques. En juillet, le Casula Powerhouse Art Centre (CPAC) et le conseil municipal de Liverpool ont annoncé qu'ils financeraient et géreraient le prix, l'exposition et les récompenses étant transférées à Casula, dans l'ouest de Sydney. Ils ont promis que 25 000 dollars australiens seraient disponibles à perpétuité.
En 2016, le CPAC a repris le prix pour la 64e édition du prix Blake, qui est devenu un prix biennal. Il se concentre désormais sur les arts spirituels au sens large plutôt que sur l'art religieux. La Casula Powerhouse a repris le prix de poésie Blake la même année.

## Blake Prize for Human Justice
De 2009 à 2014, le Blake Prize for Human Justice, d'une valeur de 5 000 dollars australiens, a été parrainé par l'Union maritime d'Australie. Les lauréats sont les suivants :
- 2009 : Dianne Coulter[19]
- 2010 : Fiona White[20]
- 2011 : Abdul Abdullah[21],[22]
- 2012 : Saif Almurayati, un ancien réfugié[23]
- 2013 : Franz Kempf AM[24]
- 2014 : Hedy Ritterman[25]

## Prix actuels
En 2021, trois prix sont décernés par Casula Powerhouse:
- Le Blake Prize, d'une valeur de 35 000 dollars australiens, ne donne pas droit à des récompenses
- Le Blake Emerging Artist Prize, un prix de 6 000 dollars australiens (anciennement le John Coburn Emerging Artist Award[6])
- Le Blake Established Artist Residency, une résidence artistique et une exposition individuelle, organisée par Casula Powerhouse.

## Liste des lauréats
| 1                       | 1951        | Justin O'Brien                     | The Virgin Enthroned                                                                                              | [ 4 ]                                                              |
| 2                       | 1952        | Frank Hinder                       | Flight into Egypt                                                                                                 |                                                                    |
| 3                       | 1953        | Michael Kmit                       | The Evangelist John Mark                                                                                          |                                                                    |
| 4                       | 1954        | Charles Bannon                     | Judas Iscariot |                                                                    |
| 5                       | 1955        | Donald Friend                      | St John and Scenes from the Apocalypse                                                                            |                                                                    |
| 6                       | 1956        | Eric Smith                         | The Scourged Christ                                                                                               |                                                                    |
| 7                       | 1957        | Elwyn Lynn                         | Betrayal |                                                                    |
| 8                       | 1958        | Eric Smith                         | The Moment Christ Died                                                                                            |                                                                    |
| 9                       | 1959        | Eric Smith                         | Christ is Risen                                                                                                   |                                                                    |
| 10                      | 1960        | John Coburn                        | Triptych of the Passion                                                                                           |                                                                    |
| 11                      | 1961        | Stanislaus Rapotec                 | Meditating on Good Friday                                                                                         | [ 4 ]                                                              |
| 12                      | 1962        | Eric Smith                         | Eucharistic Landscape                                                                                             |                                                                    |
| 13                      | 1963        | Leonard French                     | Ancient Fragments                                                                                                 |                                                                    |
| 14                      | 1964        | Michael Kitching                   | Last Supper-Premonition                                                                                           | [ 26 ]                                                             |
| 15                      | 1965        | Asher Bilu                         | I Form Light and Create Darkness-Isaiah 45:7                                                                      |                                                                    |
| 16                      | 1966        | Rodney Milgate                     | Ascension |                                                                    |
| 17                      | 1967        | Desiderius Orban                   | Hosanna |                                                                    |
| 18                      | 1968        | Roger Kemp                         | The Cross |                                                                    |
| 19                      | 1969        | Eric Smith                         | The Assassin's Creed                                                                                              |                                                                    |
| 20                      | 1970        | Roger Kemp                         | Denial |                                                                    |
| 20                      | 1970        | Eric Smith                         | Christ's Flesh: Living, Suffering and Resurrected                                                                 |                                                                    |
| 21                      | 1971        | Desiderius Orban                   | Transition to Christianity                                                                                        |                                                                    |
| 22                      | 1972        | Joseph Szabo                       | Black Friday |                                                                    |
| 23                      | 1973        | Keith Looby                        | Your Motel Calvary Still Life Flowers                                                                             |                                                                    |
| 24                      | 1974        | Stuart Maxwell                     | Christ at Emmaus                                                                                                  |                                                                    |
| 24                      | 1974        | Ken Whisson                        | Tobias and the Angel                                                                                              |                                                                    |
| 25                      | 1975        | Rodney Milgate                     | Thoughts on Holy Thursday                                                                                         |                                                                    |
| 26                      | 1976        | David Voigt                        | Blue Requiem |                                                                    |
| 27                      | 1977        | John Coburn                        | Hozanna |                                                                    |
| 27                      | 1977        | Rodney Milgate                     | Tree |                                                                    |
| 28                      | 1978        | Noel Tunks                         | The First Friday Retreat                                                                                          |                                                                    |
| 29                      | 1979        | - Ian Gentle and - Alex Trompf     | Roadside Altar Piece Comas                                                                                        |                                                                    |
| 30                      | 1980        | Leonard French                     | Instruments for a Drama Meditation                                                                                |                                                                    |
| 31                      | 1981        | David Voigt                        | Meditation |                                                                    |
| 32                      | 1982        | Mary Anne Coutts                   | In Mockery of Christ                                                                                              |                                                                    |
| 32                      | 1982        | Suzie Marston                      | Sunday School Work Books                                                                                          |                                                                    |
| 33                      | 1983        | - Geoffrey Harvey and - Ann Taylor | The Offering |                                                                    |
| 34                      | 1984        | Mary Hall                          | The Spirit of God hovered brooding over the face of the waters                                                    |                                                                    |
| 35                      | 1985        | John Gould                         | Votives to Passion                                                                                                |                                                                    |
| 36                      | 1986        | Roger Akinin                       | The Day of Atonement, Scapegoat and Apostate                                                                      |                                                                    |
| 37                      | 1987        | Ian Grant                          | The Monks Cloak                                                                                                   |                                                                    |
| 37                      | 1987        | Alan Oldfield                      | A High and perpetual shewing of Christ's mother according to Julian of Norwich                                    |                                                                    |
| 38                      | 1988        | Lise Floistad                      | This sign is a hidden treasure which desires to be known                                                          |                                                                    |
| 39                      | 1989        | Warren Breninger                   | Hail Mary |                                                                    |
| 40                      | 1990        | Gillian Mann                       | The Chest |                                                                    |
| 41                      | 1991        | Alan Oldfield                      | Raft III |                                                                    |
| 41                      | 1991        | Rosemary Valadon                   | Before the Fall                                                                                                   |                                                                    |
| 42                      | 1992        | George Gittoes                     | Ancient Prayer |                                                                    |
| 43                      | 1993        | John Davis                         | Some Thoughts on a Miracle                                                                                        |                                                                    |
| 44                      | 1994        | Hilarie Mais                       | Veiling Silence                                                                                                   |                                                                    |
| 45                      | 1995        | George Gittoes                     | The Preacher – Kibeho Massacre Series, Rwanda                                                                     |                                                                    |
| 46                      | 1996        | Rachel Ellis                       | Woman at Jesus' feet                                                                                              |                                                                    |
| 47                      | 1997        | Thomas Spence                      | Christmas Day 1914 (God's Truce)                                                                                  |                                                                    |
| 48                      | 1998        | John Adair                         | One Dark Night (from St John of the Cross Poem Dark Night of the Soul)                                            |                                                                    |
|                         | 1999        | non attribué                       | non attribué |                                                                    |
| 49                      | 2000        | Frances Belle Parker               | The Journey |                                                                    |
| 50                      | 2001        | Lachlan Warner                     | Vitrine of lightweight (Sunyata), disposable (annica) Buddhas, in a range of festive colours, postures and mudras |                                                                    |
| 51                      | 2002        | Hilton McCormick                   | The Harvest |                                                                    |
| 52                      | 2003        | Shoufay Derz                       | Linking Back (Part 1)                                                                                             |                                                                    |
| 53                      | 2004        | AñA Wojak                          | Pieta (Dafur) |                                                                    |
| 54                      | 2005        | James Powditch                     | God is in the Details (Intelligent Design)                                                                        |                                                                    |
| 54                      | 2005        | Louise Rippert                     | Dance |                                                                    |
| 55                      | 2006        | Euan Macleod                       | Untitled Landscape with Figure                                                                                    |                                                                    |
| 56                      | 2007        | Shirley Purdie                     | Stations of the Cross                                                                                             |                                                                    |
| 57                      | 2008        | David Tucker                       | A Local Girl Comes Home                                                                                           |                                                                    |
| 58                      | 2009        | Angelica Mesiti                    | Rapture (silent anthem)                                                                                           | [ 27 ]                                                             |
| 59                      | 2010        | Leonard Brown                      | If you put your ear close, you’ll hear it breathing                                                               | [ 28 ]                                                             |
| 60                      | 2011        | Khaled Sabsabi                     | Naqshbandi Greenacre Engagement                                                                                   | (3 channel video)                                                  |
| 61                      | 2012        | Fabian Astore                      | The Threshold | [ 29 ]                                                             |
| 61                      | 2012        | Eveline Kotai                      | Writing on air | [ 29 ]                                                             |
| 62                      | 2013        | Trevor Nickolls                    | Metamorphosis | [ 30 ]                                                             |
| 63                      | 2014        | Richard Lewer                      | Worse Luck I'm Still Here                                                                                         | [ 31 ]                                                             |
| Devient un prix biennal |             |                                    | |                                                                    |
| 64                      | 2016        | Yardena Kurulkar                   | Kenosis 2015 | [ 33 ]                                                             |
| 65                      | 2018        | Tina Havelock Stevens              | Giant Rock | [ 34 ]                                                             |
| 66                      | 2020 (2021) | Leyla Stevens                      | Kidung, a 3-channel video work                                                                                    | Attribué le 13 février 2021, en raison de la pandémie de COVID-19, |
| 67                      | 2022        | SJ Norman                          | Cicatrix | [ 37 ]                                                             |
| 68                      | 2024        | Shireen Taweel                     | Shoe Bathers | [ 38 ]                                                             |